# Ginglymostoma unami
Ginglymostoma unami ist eine Haiart aus der Familie der Ammenhaie (Ginglymostomatidae). Die Art wurde erst 2015 durch eine Gruppe mexikanischer Wissenschaftler beschrieben und nach der Universidad Nacional Autónoma de México, kurz UNAM, einer der ältesten und größten Universitäten des amerikanischen Kontinents, benannt. Sie umfasst die ostpazifischen Ammenhaipopulationen, die bisher zum Atlantischen Ammenhai (Ginglymostoma cirratum) gerechnet wurden, und kommt somit im östlichen, tropischen Pazifik von Niederkalifornien bis Peru vor.

## Merkmale
Ginglymostoma unami ist eine mittelgroße Haiart, die eine Länge von etwa drei Meter erreichen kann. Augen und Kiemenöffnungen liegen dorsolateral. Die Nasenbarteln reichen bis zum Maul. Die Spitzen von Rücken- und Afterflosse sind abgerundet. Die zweite Rückenflosse ist viel kleiner als die erste und die Afterflosse. Ausgewachsene Exemplare sind braun bis dunkel gelblich. Die Bauchseite ist hell, weißlich bis rosa. Noch nicht ausgewachsene Exemplare zeigen auf dem ganzen Körper ein Muster von dunklen Flecken. Die Flecken sind kleiner als der Augendurchmesser. 
Vom Atlantischen Ammenhai unterscheidet sich Ginglymostoma unami unter anderem durch folgende äußere Merkmale.
Der Kopf ist im Durchschnitt länger als beim Atlantischen Ammenhai (14,5 bis 18,0 % der Standardlänge vs. 12,0 bis 15,0 % der SL). Der Abstand zwischen dem Bauchflossenansatz und dem Beginn der Afterflosse ist bei Ginglymostoma unami kleiner und der Hinterrand der ersten Rückenflosse reicht bis zum Beginn der zweiten, während sie beim Atlantischen Ammenhai nicht so weit reicht. Der Abstand zwischen den beiden Rückenflossen ist bei Ginglymostoma unami kleiner (3,6 bis 5,6 % der SL vs. 5,4 bis 9,5 % der SL). Beim Atlantischen Ammenhai reicht das Hinterende der zweiten Rückenflosse bis zum Beginn der Schwanzflosse oder endet kurz davor, das Hinterende der zweiten Afterflosse reicht nicht bis zum Ansatz der Schwanzflosse. Bei Ginglymostoma unami endet die zweite Rückenflosse deutlich vor der Schwanzflosse und der Hinterrand der zweiten Afterflosse reicht bis zum Schwanzflossenansatz oder überragt diesen. Die Placoidschuppen sind bei Ginglymostoma unami breiter als lang und haben 5 bis 6 Kiele, beim Atlantischen Ammenhai sind sie länger als breit und sie besitzen weniger als 5 Kiele.